# ازدنیک روژیچکا
ازدنیک روژیچکا (چکی: Zdeněk Růžička; ۱۵ آوریل ۱۹۲۵ – ۱۸ آوریل ۲۰۲۱) ژیمناست هنری اهل چکسلواکی بود.